# Лайетаны
Лайетаны (лат. Laietani) — народ предположительно иберского происхождения (ср. название соседнего народа лацетаны), обитавший на северо-востоке Пиренейского полуострова в окрестностях современной Барселоны. В честь них названа одна из крупнейших улиц города, en:Via Laietana.
Лайетаны чеканили собственную монету с надписью laiesken палеоиспанским письмом, которая, как считается, передавала самоназвание их народа, производное от местности Laie (так же, как и латинское их название).

## Галерея

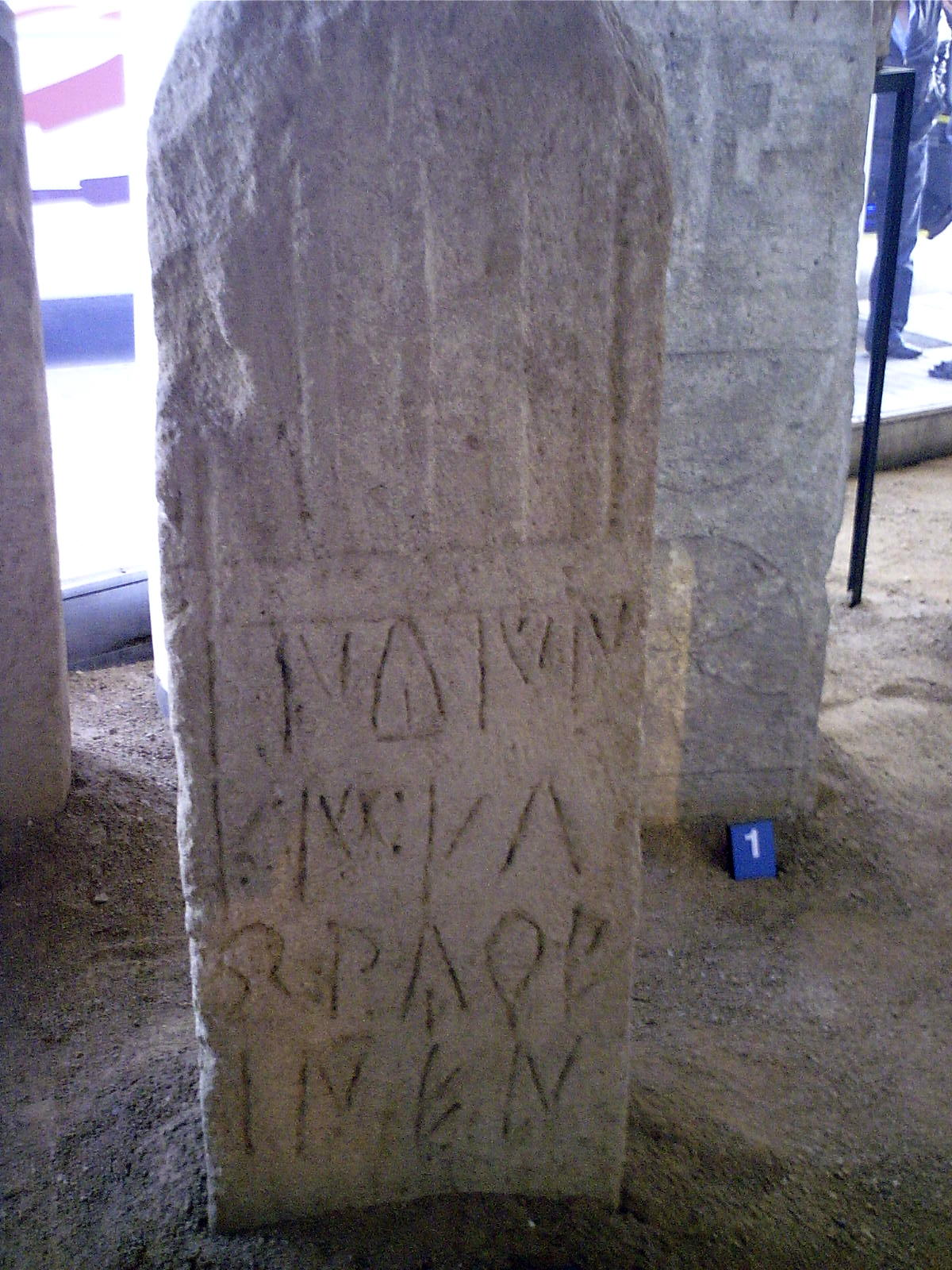
Погребальная стела из Бадалоны
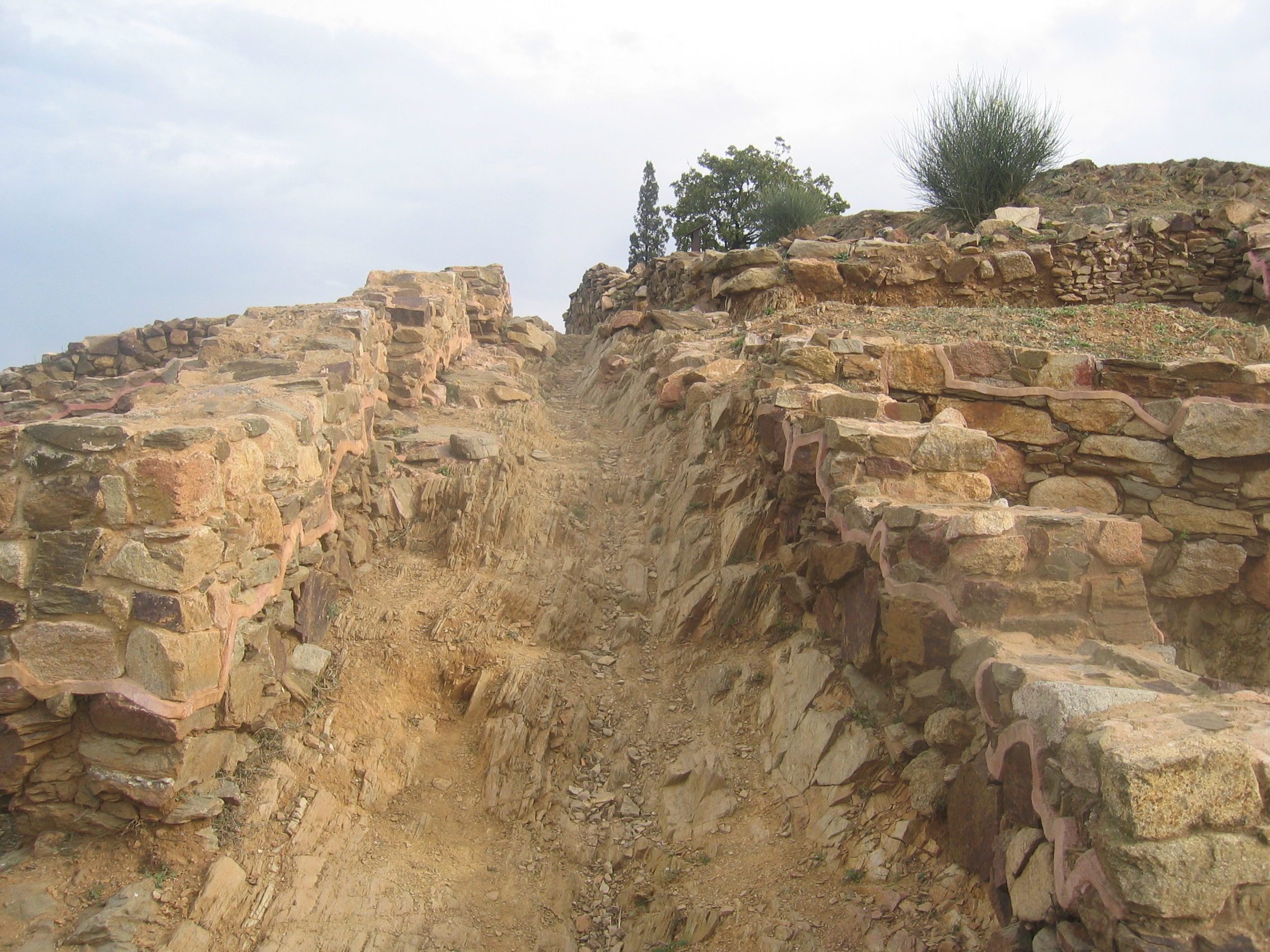
Руины иберского поселения Пуч-Кастельяр, Санта-Колома-де-Граманет
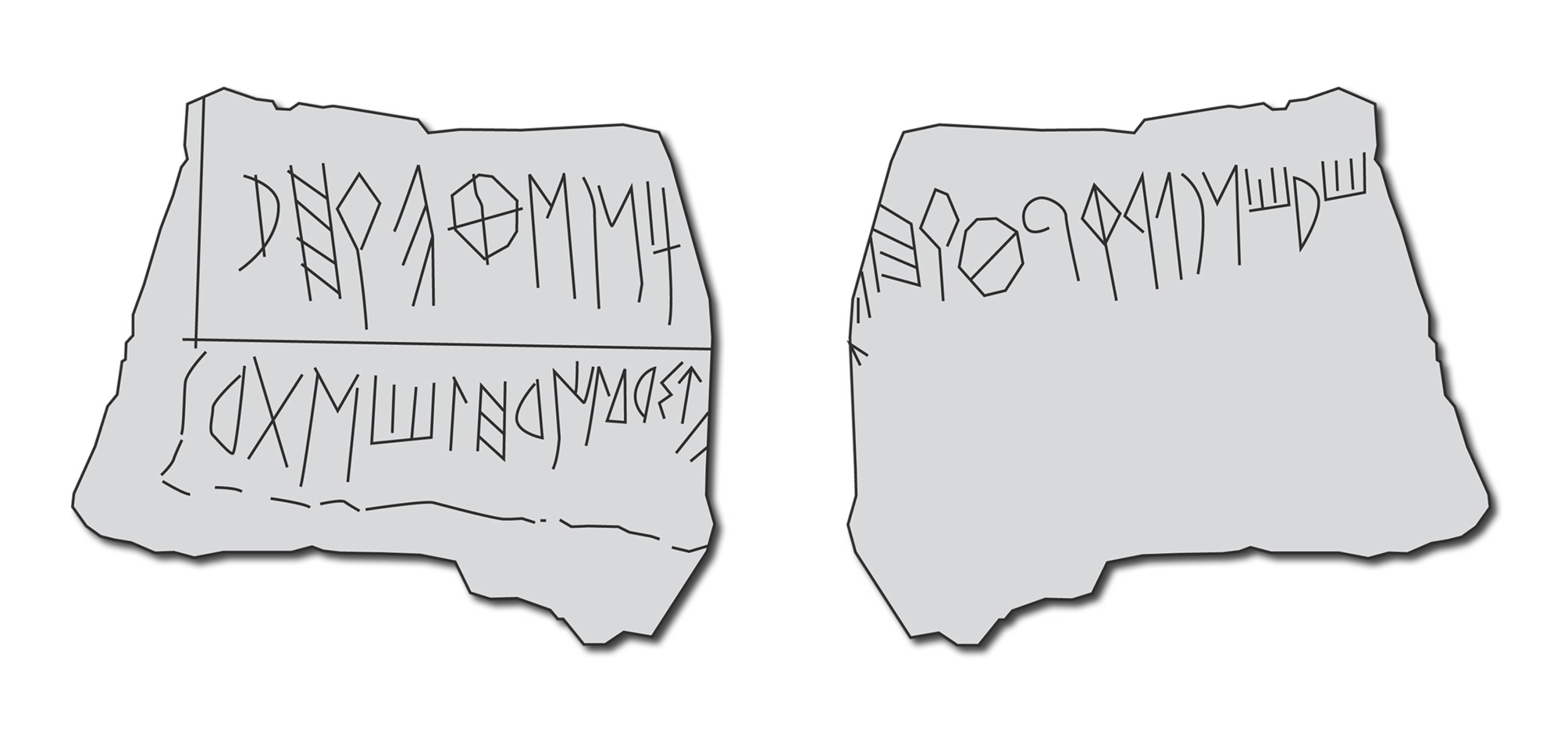
Свинцовые пластинки с надписями с археологического памятника Пенья-дель-Моро, Сант-Жуст-Дезверн